# Slovenia International 2022
Die Slovenia International 2022 im Badminton fanden vom 18. bis zum 21. Mai 2022 im Draš Center in Maribor statt.

## Sieger und Platzierte
| Disziplin    | Gold                                            | Silber                              | Bronze                                  |
| ------------ | ----------------------------------------------- | ----------------------------------- | --------------------------------------- |
| Herreneinzel | Collins Valentine Filimon                       | Lin Kuan-ting                       | Lee Chia-hao                            |
| Herreneinzel | Collins Valentine Filimon                       | Lin Kuan-ting                       | Lu Chia-hung                            |
| Dameneinzel  | Lin Hsiang-ti                                   | Smit Toshniwal                      | Mutiara Ayu Puspitasari                 |
| Dameneinzel  | Lin Hsiang-ti                                   | Smit Toshniwal                      | Ester Nurumi Tri Wardoyo                |
| Herrendoppel | Wei Chun-wei Wu Guan-xun                        | Lin Yu-chieh Su Li-wei              | William Kryger Boe Christian Faust Kjær |
| Herrendoppel | Wei Chun-wei Wu Guan-xun                        | Lin Yu-chieh Su Li-wei              | Su Ching-heng Ye Hong-wei               |
| Damendoppel  | Meilysa Trias Puspita Sari Rachel Allessya Rose | Martina Corsini Judith Mair         | Chang Ching-hui Lee Chih-chen           |
| Damendoppel  | Meilysa Trias Puspita Sari Rachel Allessya Rose | Martina Corsini Judith Mair         | Rachel Andrew Sarah Sidebottom          |
| Mixed        | Kristian Kræmer Amalie Cecilie Kudsk            | Rafli Ramanda Az-Azahra Putri Dania | Gianmarco Bailetti Martina Corsini      |
| Mixed        | Kristian Kræmer Amalie Cecilie Kudsk            | Rafli Ramanda Az-Azahra Putri Dania | Mihajlo Tomić Anđela Vitman             |